# Mikrosomatognozja
Mikrosomatognozja – objaw neurologiczny polegający na odczuwaniu własnych części ciała jako nadmiernie małych.
W przeciwieństwie do mikrosomatognozji, odczuwanie części ciała jako nadmiernie dużych to makrosomatognozja.
Zaburzenia postrzegania wielkości części ciała są charakterystyczne dla uszkodzenia zakrętu kątowego (w dominującej półkuli) znajdującego się na obszarze pogranicza ciemieniowo-skroniowo-potylicznego w płacie ciemieniowym kresomózgowia. Mogą występować wraz z innymi objawami zespołu Gerstmanna.